# Pandoravirus yedoma
A Pandoravirus yedoma a Pandoravirus alnemzetségbe tartozó őskori vírusfaj, mely még ma is fertőzőképes.  
A fajt felfedező tudósok zombivírusnak nevezték el, holott zombifikációt nem okozott, csak téli álomhoz hasonlóan hibernációt folytatott a jég alatt. A világ egyik legöregebb eddig felfedezett vírusa, mely a Pandoravirus yedoma nevet kapta a méretére és a talaj típusára utalva.

## Biológiája
Morfológiája tojásdad, és burokszerű szerkezet veszi körül, amelyből hiányzik a kapszidfehérjét kódoló gén, mint általában az összes pandoravirus fajnak. A faj megközelítőleg akkora méretű, mint egy baktérium, és olyan genomrészeket tartalmaz, amelyek összetettebbek, mint az egyes eukarióta szervezetekben találhatók.

## Felfedezése

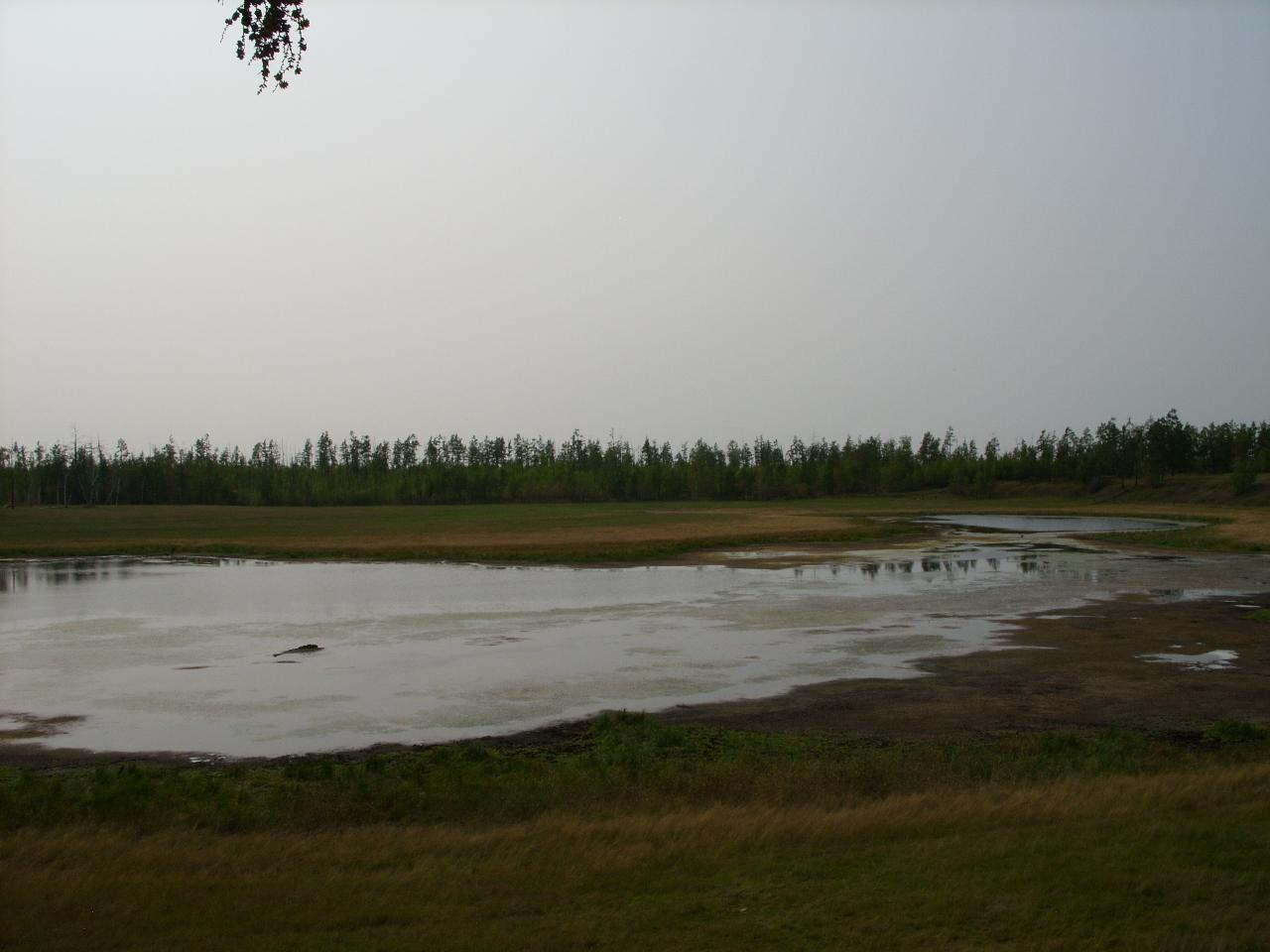
A szibériai örökfagy területén fekvő Alasz tó, ahol a vírusfaj felfedezésre került

A Jean-Marie Alempic mikrobiológus irányította Francia Nemzeti Tudományos Kutatási Központ kutatói a szibériai permafroszthoz tartozó jakutföldi Jukecsi Alasz tóból vettek mintákat, és ezekből sikerült 13 példányt megtalálni, melyek a fagyott jégben hibernáltak. A 13 zombivírusból akadt egy olyan is, amely a környező talaj radiokarbonos elemzése alapján 48 500 éves lehetett, és ennyi idő után is fertőzőképes volt, illetve van közöttük mamutszőrön talált vagy fagyott szibériai farkas beleiből származó is. A tudományos kritikai elbíráláson még nem átesett tanulmány hangsúlyozza azt is, hogy eddig csak korlátozott számú kutatások folytak az örökfagyban található „élő” (viszont csak a gazdaszervezetben mutatnak életjelenséget) vírusokkal kapcsolatban. Emiatt az a téves következtetés vonható le, hogy a zombivírusok ritkák, és ezért nem jelentenek közegészségügyi veszélyt.